# SummerSlam (1990)
SummerSlam 1990 est le troisième SummerSlam, pay-per-view de catch produit par la World Wrestling Federation. Il s'est déroulé le 27 août 1990 au Spectrum de Philadelphie, Pennsylvanie.

## Résultats
| #                                                          | Résultats | Stipulations                                                   | Durée |
| ---------------------------------------------------------- | --- | -------------------------------------------------------------- | ----- |
| Dark Match                                                 | Shane Douglas bat "Playboy" Buddy Rose                                                                       | Match simple                                                   | N/A   |
| 1                                                          | Power and Glory (Paul Roma et Hercules) (avec Slick) battent The Rockers (Shawn Michaels et Marty Jannetty)  | Tag team match                                                 | 06:00 |
| 2                                                          | The Texas Tornado bat Mr. Perfect (c) (avec Bobby Heenan)                                                    | Match simple pour le WWF Intercontinental Championship         | 05:15 |
| 3                                                          | Sensational Queen Sherri bat Sapphire                                                                        | Match simple                                                   | 00:00 |
| 4                                                          | The Warlord (avec Slick) bat Tito Santana                                                                    | Match simple                                                   | 05:28 |
| 5                                                          | The Hart Foundation (Bret Hart et Jim Neidhart) battent Demolition (c) (Smash et Crush)                      | Two Out of Three Falls match pour le WWF Tag Team Championship | 14:24 |
| 6                                                          | Jake Roberts bat Bad News Brown (avec The Big Boss Man en tant qu'arbitre spécial)                           | Match simple                                                   | 04:44 |
| 7                                                          | Nikolai Volkoff et Jim Duggan battent The Orient Express (Tanaka et Sato) (avec Mr. Fuji)                    | Tag team match                                                 | 03:22 |
| 8                                                          | Randy Savage (avec Sensational Queen Sherri) bat Dusty Rhodes                                                | Match simple                                                   | 02:15 |
| 9                                                          | Hulk Hogan (avec The Big Boss Man) bat Earthquake (avec Jimmy Hart et Dino Bravo) par décompte à l'extérieur | Tag team match                                                 | 13:16 |
| 10                                                         | The Ultimate Warrior (c) bat Rick Rude (avec Bobby Heenan)                                                   | Steel cage match pour le WWF Championship                      | 10:05 |
| (c) désigne le champion défendant son titre dans le match. | |                                                                |       |

- Brother Love Show avait pour invité Sgt. Slaughter
  - Slaughter donnait le "Great American Award" à Brother Love